# Pont tournant du Franc-Moisin
Le pont tournant du Franc-Moisin est un pont franchissant le canal Saint-Denis à Saint-Denis (Seine-Saint-Denis), construit en 2003 et démantelé en 2023.
Sujet à des pannes récurrentes, son démantèlement est décidé en 2021 et effectif en 2023. Son tablier est réutilisé pour créer une passerelle piétonne et cyclable fixe au même endroit.

## Histoire
Le pont jouxte la passerelle du Franc-Moisin, une passerelle piétonne en arc conçue par l'architecte Marc Mimram, inaugurée le 6 juin 1998. Alors que le pont était prévu initialement lui aussi pour être livré avant la Coupe du monde de football 1998 afin d'assurer la desserte du Stade de France, le projet technique du pont tournant n'est validé qu'à l'été 2000. Le pont est soutenu à 90 centimètres au-dessus de l'eau et n'est donc pas en conflit visuel avec la passerelle piétonne. Conçu par l'architecte Charles Lavigne, le tablier mobile est constitué d'une structure métallique de poutres longitudinales et de pièces transversales, amincies en rive « pour donner l'image d'une lame tendue sur l'eau ». Les trottoirs seront revêtus de lames de bois et les garde-corps de panneaux transparents ou en tôles d'acier inoxydable ajourées. Ce pont d'une portée de 45 mètres est chiffré à 36 millions de francs. Il est mis en service le 2 juin 2003,.
La passerelle et le pont se veulent un moyen de relier deux quartiers à la sociologie très différente, d'une part le quartier d'habitat social du Franc-Moisin ainsi que le bâti privé ancien du quartier Bel Air, et d'autre part le secteur de Cornillon sur lequel est édifié le Stade de France et qui voit arriver dans les années 2000 de grandes entreprises tertiaires. Fiers du Stade de France, les habitants des quartiers populaires apprécient les commerces et le cinéma du nouveau quartier rendu accessible par les franchissements. Quand le pont tournant connait des pannes de plus en plus fréquentes depuis les années 2010, l'impression d'enclavement revient en revanche de manière prégnante chez les habitants de la rive droite.
Propriété de la Ville de Saint-Denis (puis de Plaine commune), le pont tournant voit son fonctionnement et son entretien confiés en 2003 aux services techniques de la Ville de Paris, propriétaire du canal. En effet, les éclusiers pilotent les écluses, les ponts tournants et pont levant du canal Saint-Denis et du canal de l'Ourcq, dont les commandes sont regroupées dans un poste de commande centralisé situé à la première écluse du canal Saint-Denis. Dans les années 2010, la fréquence des pannes s'accroît. Le maire Laurent Russier déclare en 2017 que le pont « fonctionne mal depuis longtemps »). Ces dysfonctionnements causent des tensions entre Paris et Saint-Denis, qui suscite une manifestation quand il est décidé en 2017 de restreindre les heures d'ouverture du pont à trois créneaux (de 8 h 15 à 9 h, de 15 h 30 à 18 h et de 19 h à 6 h) pour limiter les manœuvres et de maintenir le pont replié sur la rive ouest pour permettre le passage des barges et péniches. Le président de Plaine commune Patrick Braouezec déplore alors : « Le problème, c'est que nous payons les réparations, mais ce sont les services de la ville de Paris qui passent les appels d'offres et lancent les travaux ». 
Les réparations ne sont pas durables. Aussi après une dernière réparation qui n'aura tenu quelques jours en 2021, Plaine commune acte son remplacement par un nouveau franchissement réservé aux piétons et aux cyclistes, pour un coût estimé à 7 millions d'euros, la  Solideo devant en prendre en charge 80 % afin de faciliter l'accès au stade de France lors des Jeux olympiques de 2024.
Le projet de nouveau franchissement est présenté publiquement par le maire de Saint-Denis Mathieu Hanotin en juin 2022. Comme le pont routier était utilisé à 80 % par un trafic de transit à la recherche d'un raccourci entre les autoroutes A86 et A1, son successeur est réservé aux mobilités douces et accessible aux personnes à mobilité réduite. La conception du nouvel ouvrage est confiée en 2022 au bureau d'études Schlaich Bergermann Partner avec Explorations Architecture et le paysagiste August, cotraitants. La Solidéo  doit apporter 5,5 millions d'euros à ce projet qui prévoit le réemploi du tablier de l'ancien pont routier.

## Ancien pont tournant à Aubervilliers

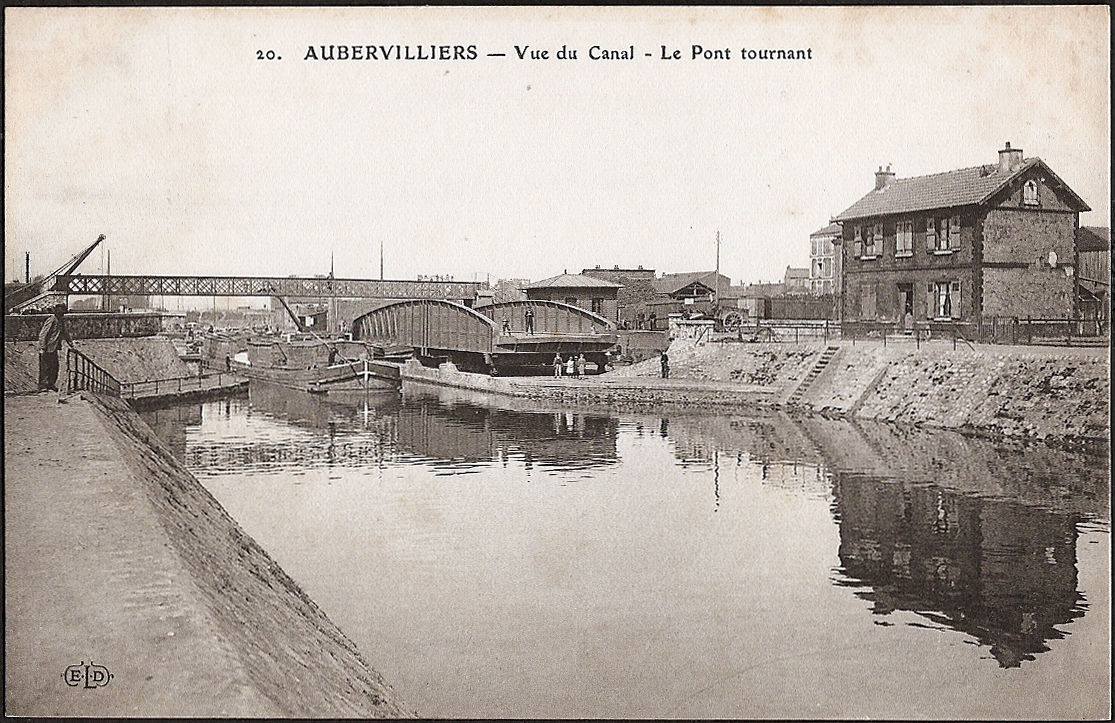
Le pont tournant et la passerelle de la Haie-Coq, côté sud, vers 1910.

Lorsque le canal Saint-Denis est construit, il coupe Aubervilliers en deux, isolant le centre-ville d’une grande partie de ses terres de cultures, ce qui conduit à édifier un pont-levis au niveau de la rue Heurtault vers l'actuel quai Lucien-Lefranc. En 1886, l’industrialisation des parcelles maraîchères de la Plaine Saint-Denis rend le pont-levis obsolète, ce qui conduit à le remplacer par un pont tournant de 30 mètres de long construit avec une charpente de fer et comprenant deux voies charretières avec un pavage de bois. Ce pont est démoli en 1982. Il subsiste toutefois une passerelle piétonne à son emplacement, la passerelle de la Haie-Coq.